# UNIX System III
UNIX系統三，由AT&T Unix Support Group（USG）研發的Unix版本之一，在1981年下半年，AT&T宣布了這個版本將會釋出，1982年首次在貝爾實驗室以外的地方運作。UNIX System III之下包括了四種不同的UNIX：PWB/UNIX 2.0，CB UNIX 3.0，UNIX/TS 3.0.1與UNIX/32V。UNIX System III支援DEC PDP-11及VAX電腦。

## 歷史
在AT&T中，UNIX System III是第一個商業UNIX系統。
UNIX System III對應到AT&T公司內部的研發版本，UNIX/TS 3.0.1 與CB UNIX 3，因此得名。在其研發手冊上，稱其為UNIX Release 3.0。但是並沒有稱為UNIX System I或UNIX System II的Unix版本。UNIX/TS 4.0沒有對外公開，因此UNIX System IV這個版本也不存在。其後續版本為UNIX System V，對應到內部研發版本UNIX/TS 5.0。